# Vorderer Tajakopf
Der Vordere Tajakopf ist ein 2450 m hoher Berg der Mieminger Kette in Tirol.
Der Normalweg zum Gipfel verläuft von der Coburger Hütte (1917 m) über das Vordere Tajatörl und den Südgrat. Inzwischen wird der Vordere Tajakopf jedoch häufiger auf einem im Jahr 2000 angelegten anspruchsvollen Klettersteig über den Westgrat bestiegen.
Der benachbarte Hintere Tajakopf (2408 m) ist über das Vordere Tajatörl über den Coburger Klettersteig oder vom Hinteren Tajatörl zu erreichen.

## Lage
| \| \| |
|       |

Lage des Vorderen Tajakopfs in der Mieminger Kette (links)
und in den Alpen (rechts in der Box).